# 深海之战
《深海之战》（：／ Chilgwanggu）是2011年上映的一部韩国3D電影，由金志勋执导，河智苑、安圣基、吴智昊主演。该片号称是亚洲首部3D惊悚、悬疑动作片。

## 劇情介紹
講述一艘在济州岛南端2500米的深海中进行石油探测的探测船“日食号”，遇到深海中的不明生命体的怪物，随后一船科学家便与怪物展开了生死殊斗的故事。

## 演員陣容
- 河智苑 飾演 車海雋
- 安圣基 飾演 李正萬
- 吴智昊 飾演 金東秀
- 朴哲民 飾演 道尚具
- 宋清晨 飾演 高忠允
- 朴正赫 飾演 黃仁赫
- 李漢偉 飾演 張文衡醫師
- 朴英洙 飾演 張治順
- 車藝蓮 飾演 玄靜
- 閔碩 飾演 尹賢宇
- 鄭仁基 飾演 海雋父

## 外部連結
- 官方网站 
- 互联网电影数据库（IMDb）上《Sector 7》的资料（英文）
- 《深海之战》在HanCinema的页面（英文）